# Phyllachora roureae
Phyllachora roureae är en svampart som beskrevs av Syd. & P. Syd. 1913. Phyllachora roureae ingår i släktet Phyllachora och familjen Phyllachoraceae.   Inga underarter finns listade i Catalogue of Life.